# Peter Joseph Mallon
Peter Joseph Mallon (* 3. Juli 1929 in Prince Rupert, British Columbia, Kanada; † 3. Februar 2007 in Regina, Saskatchewan, Kanada) war sechster Erzbischof von Regina in Kanada.

## Leben
Mallon besuchte Schulen in Terrace, British Columbia, und nach Umzug seiner Familie in Vancouver. Er trat in das von Benediktinern geführte Priesterseminar „Christ the King Seminary“ ein und studierte Philosophie und Theologie an der benediktinischen Hochschule in Mission, British Columbia. Peter Joseph Mallon empfing am 27. Mai 1956 die Priesterweihe in der Holy Rosary Cathedral in Vancouver. Er war als Priester tätig, von 1956 bis 1982 Domherr der Holy Rosary Cathedral. 
Am 6. November 1989 wurde er in Nachfolge von Wilfrid Emmett Doyle von Papst Johannes Paul II. zum Bischof des Bistums Nelson in British Columbia ernannt. Die Bischofsweihe spendete ihm der Erzbischof von Vancouver, James Francis Carney, am 2. Februar des folgenden Jahres. Mitkonsekratoren waren der Altbischof von Nelson, Wilfrid Emmett Doyle, und der Bischof von Kamloops, Lawrence Sabatini CS.
Am 9. Juni 1995 wurde er in Nachfolge von Charles Aimé Halpin zum Erzbischof von Regina in Saskatchewan ernannt.
Papst Benedikt XVI. gab seinem altersbedingten Rücktrittsgesuch am 30. März 2005 statt; sein Nachfolger wurde Daniel Bohan.
Er starb an den Folgen einer Krebserkrankung im Pasqua Hospital in Regina und wurde in der Holy Rosary Cathedral in Vancouver bestattet.